# Owstonia simoterus
Owstonia simoterus es una especie de peces de la familia Cepolidae en el orden de los Perciformes.

## Distribución geográfica
Se encuentra al sur de Mozambique.